# Cerneve, Hluhiv
Cerneve (în ucraineană Черневе) este o comună în raionul Hluhiv, regiunea Sumî, Ucraina, formată numai din satul de reședință.

## Demografie
Componența lingvistică a comunei Cerneve
     Ucraineană (96,82%)
     Rusă (3,18%)
Conform recensământului din 2001, majoritatea populației comunei Cerneve era vorbitoare de ucraineană (96,82%), existând în minoritate și vorbitori de rusă (3,18%).